# Briefmarken-Jahrgang 1971 der Deutschen Post der DDR
Der Briefmarken-Jahrgang 1971 der Deutschen Post der Deutschen Demokratischen Republik umfasste 75 einzelne Sondermarken und zwei Kleinbogen mit zusammen 14 Sondermarken. Neun Briefmarken wurden zusammenhängend gedruckt; dabei gab es ein Paar mit innenliegendem Zierfeld. In diesem Jahr wurde eine Dauermarke ausgegeben. Insgesamt gab es 99 unterschiedliche Ausgaben.
Alle Briefmarken-Ausgaben seit 1964 sowie die 2-Mark-Werte der Dauermarkenserie Präsident Wilhelm Pieck und die bereits seit 1961 erschienene Dauermarkenserie Staatsratsvorsitzender Walter Ulbricht waren ursprünglich unbegrenzt frankaturgültig. Mit der Wiedervereinigung verloren alle Marken nach dem 2. Oktober 1990 ihre Gültigkeit.

## Liste der Ausgaben und Motive
Legende
- Bild: Eine bearbeitete Abbildung der genannten Marke. Das Verhältnis der Größe der Briefmarken zueinander ist in diesem Artikel annähernd maßstabsgerecht dargestellt. Sollten keine Marken abgebildet sein, liegt es daran, dass das Urheberrecht des Künstlers noch nicht erloschen ist.
- Beschreibung: Eine Kurzbeschreibung des Motivs und/oder des Ausgabegrundes. Bei ausgegebenen Serien oder Blocks werden die zusammengehörigen Beschreibungen mit einer Markierung versehen eingerückt.
- Wert: Der Frankaturwert der einzelnen Marke in Pfennig. Ein „+“ bedeutet, dass es sich um eine Zuschlagsmarke handelt (= Frankaturwert + Spende).
- Ausgabedatum: Das Datum des erstmaligen Verkaufs dieser Briefmarke.
- Auflage: Soweit bekannt, wird hier die zum Verkauf angebotene Anzahl dieser Ausgabe angegeben.
- Entwurf: Soweit bekannt, wird hier angegeben, von wem der Entwurf dieser Marke stammt.
- Mi.-Nr.: Diese Briefmarke wird im Michel-Katalog unter der entsprechenden Nummer gelistet.

| Sondermarken | |      |                       |             |                                       |         |
| Bild         | Beschreibung | Wert | Ausgabe- datum (1971) | Auflage     | Entwurf                               | Mi.-Nr. |
|              | Museum für Völkerkunde, Leipzig: Ausstellungsstücke - Tanzmaske aus Neuirland (Bismarck-Archipel, Ozeanien) (19. Jh.) | 10   | 12. Januar            | 12.000.000  | Gerhard Voigt                         | 1632    |
|              | - Frauenkopf (Bronze) aus Nigeria (18. Jh.) | 20   | 12. Januar            | 12.000.000  | Gerhard Voigt                         | 1633    |
|              | - Teekanne (Kupfer) aus Thailand (19. Jh.) | 25   | 12. Januar            | 1.800.000   | Gerhard Voigt                         | 1634    |
|              | - Tongefäß aus Mexiko (6.–8. Jh.) | 40   | 12. Januar            | 4.000.000   | Gerhard Voigt                         | 1635    |
|              | 10 Jahre bemannte sowjetische Weltraumflüge Die folgenden acht Marken wurden als Kleinbogen ausgegeben: - Venussonde Venus 5 (gelandet 16. Mai 1969) | 20   | 11. Februar           | 2.000.000   | Hilmar Zill                           | 1636    |
|              | - Modell einer Orbitalstation | 20   | 11. Februar           | 2.000.000   | Hilmar Zill                           | 1637    |
|              | - Mondsonde Luna 16 (gelandet 24. September 1970), Mondsatellit Luna 10 | 20   | 11. Februar           | 2.000.000   | Hilmar Zill                           | 1638    |
|              | - Kopplung von Sojus 4 an Sojus 5, Staffelflug Sojus 6, 7 und 8, 18-Tages-Flug Sojus 9 | 20   | 11. Februar           | 2.000.000   | Hilmar Zill                           | 1639    |
|              | - Strahlungs-Meßsatellit Proton 1, Wostok-Rakete | 20   | 11. Februar           | 2.000.000   | Hilmar Zill                           | 1640    |
|              | - Nachrichtensatellit Molnija 1 | 20   | 11. Februar           | 2.000.000   | Hilmar Zill                           | 1641    |
|              | - Erstflug von Juri Gagarin mit Wostok 1 (12. April 1961) | 20   | 11. Februar           | 2.000.000   | Hilmar Zill                           | 1642    |
|              | - Ausstieg von Alexei Leonow aus Woschod 2 | 20   | 11. Februar           | 2.000.000   | Hilmar Zill                           | 1643    |
|              | Berühmte Persönlichkeiten (V) - Johannes Robert Becher (1891–1958), Schriftsteller und Dichter | 5    | 23. Februar           | 7.000.000   | Gerhard Stauf                         | 1644    |
|              | - Heinrich Mann (1871–1950), Schriftsteller | 10   | 23. Februar           | 10.000.000  | Gerhard Stauf                         | 1645    |
|              | - John Heartfield (1891–1968), Grafiker und Bildpublizist | 15   | 23. Februar           | 5.000.000   | Gerhard Stauf                         | 1646    |
|              | - Willi Bredel (1901–1964), Schriftsteller | 20   | 23. Februar           | 8.000.000   | Gerhard Stauf                         | 1647    |
|              | - Franz Mehring (1846–1919), Politiker und Schriftsteller | 25   | 23. Februar           | 1.800.000   | Gerhard Stauf                         | 1648    |
|              | - Johannes Kepler (1571–1630), Astronom und Naturwissenschaftler | 50   | 23. Februar           | 3.500.000   | Gerhard Stauf                         | 1649    |
|              | 100. Geburtstag von Rosa Luxemburg und Karl Liebknecht Die folgenden zwei Marken wurden als Zusammendruck ausgegeben: - Karl Liebknecht, Politiker, Mitbegründer der KPD                                                                                                | 20   | 23. Februar           | 4.000.000   | Gerhard Voigt                         | 1650    |
|              | - Rosa Luxemburg, Politikerin, Mitbegründerin der KPD | 25   | 23. Februar           | 4.000.000   | Gerhard Voigt                         | 1651    |
|              | 15 Jahre Nationale Volksarmee (NVA) Soldat, Emblem der NVA | 20   | 1. März               | 6.000.000   | Klaus Bernsdorf                       | 1652    |
|              | Leipziger Frühjahrsmesse - Selbstfahrende Großbrech- und Förderanlage, SKET Magdeburg | 10   | 9. März               | 10.000.000  | Hans Detlefsen                        | 1653    |
|              | - Kältebagger „SRs(K) 470“ zum Braunkohleabbau im Tagebau, TAKRAF Leipzig | 15   | 9. März               | 5.000.000   | Hans Detlefsen                        | 1654    |
|              | 100 Jahre Pariser Kommune - Ausrufung der Pariser Kommune auf dem Rathausplatz | 10   | 9. März               | 10.000.000  | Fritz Deutschendorf                   | 1655    |
|              | - Von Frauen verteidigte Barrikade auf der Place Blanche | 20   | 9. März               | 8.000.000   | Fritz Deutschendorf                   | 1656    |
|              | - „L'internationale“; Zeichnung von Th. A. Steinlen für die Zeitschrift Internationale | 25   | 9. März               | 1.800.000   | Fritz Deutschendorf                   | 1657    |
|              | - Faksimile des Titelblatts „Der Bürgerkrieg in Frankreich“ von Karl Marx | 30   | 9. März               | 3.500.000   | Fritz Deutschendorf                   | 1658    |
|              | Erstes mobiles Mondlabor Lunochod 1 Lunochod 1 verlässt die Rampe | 20   | 30. März              | 10.200.000  | Hans Detlefsen                        | 1659    |
|              | 20 Jahre Nationales Olympisches Komitee (NOK) Der „Diskuswerfer von Myron“, Abzeichen des NOK, Ausspruch von Pierre de Coubertin | 20   | 6. April              | 8.000.000   | Dietrich Dorfstecher                  | 1660    |
|              | Bedeutende Bauwerke (IV) in Berlin - Marienkirche (erbaut um 1250) | 10   | 6. April              | 12.000.000  | Dietrich Dorfstecher                  | 1661    |
|              | - Schloss Köpenick (erbaut 1681) | 15   | 6. April              | 5.500.000   | Dietrich Dorfstecher                  | 1662    |
|              | - Alte Bibliothek (erbaut 1774–1780) | 20   | 6. April              | 10.000.000  | Dietrich Dorfstecher                  | 1663    |
|              | - Ermelerhaus (erbaut im 18. Jh.) | 25   | 6. April              | 1.800.000   | Dietrich Dorfstecher                  | 1664    |
|              | - Neue Wache (erbaut 1816–1872) | 50   | 6. April              | 3.500.000   | Dietrich Dorfstecher                  | 1665    |
|              | - Nationalgalerie (erbaut 1867–1872) | 70   | 6. April              | 3.500.000   | Dietrich Dorfstecher                  | 1666    |
|              | 25 Jahre Sozialistische Einheitspartei Deutschlands (SED) Händedruck, Zahl „25“ in römischen Ziffern | 20   | 20. April             | 8.000.000   | Hans Detlefsen                        | 1667    |
|              | Sorbische Mädchen-Tanztrachten (I) - Schleifer Tracht | 10   | 4. Mai                | 11.000.000  | Hanna Leitner und Fritz Deutschendorf | 1668    |
|              | - Hoyerswerdaer Tracht | 20   | 4. Mai                | 8.000.000   | Hanna Leitner und Fritz Deutschendorf | 1669    |
|              | - Niedersorbische Tracht aus Cottbus | 25   | 4. Mai                | 1.800.000   | Hanna Leitner und Fritz Deutschendorf | 1670    |
|              | - Tracht der katholischen Sorben aus Kamenz | 40   | 4. Mai                | 3.500.000   | Hanna Leitner und Fritz Deutschendorf | 1671    |
|              | 500. Geburtstag von Albrecht Dürer - Selbstbildnis als Akt; Pinselzeichnung (Detail) | 10   | 18. Mai               | 16.500.000  | Horst Naumann                         | 1672    |
|              | - „Drei Bauern im Gespräch“; Kupferstich | 40   | 18. Mai               | 8.000.000   | Horst Naumann                         | 1673    |
|              | - Bildnis des „Philipp Melanchthon“; Kupferstich | 70   | 18. Mai               | 1.800.000   | Horst Naumann                         | 1674    |
|              | Parteitag der Sozialistischen Einheitspartei Deutschlands (SED) (I) - Bauarbeiter, Wohnhäuser | 5    | 9. Juni               | 7.000.000   | Lothar Grünewald                      | 1675    |
|              | - Mann, technische Anlagen | 10   | 9. Juni               | 9.000.000   | Lothar Grünewald                      | 1676    |
|              | - Frau, landwirtschaftliche Anlagen | 20   | 9. Juni               | 8.000.000   | Lothar Grünewald                      | 1677    |
|              | - Soldat, Raketen | 25   | 9. Juni               | 2.200.000   | Lothar Grünewald                      | 1678    |
|              | Parteitag der Sozialistischen Einheitspartei Deutschlands (SED) (II) Emblem des Parteitags | 20   | 9. Juni               | 8.000.000   | Manfred Gottschall                    | 1679    |
|              | 20 Jahre Internationale Föderation der Widerstandskämpfer (FIR) Diese und die folgende Marke wurden als Zusammendruck mit einem dazwischenliegenden Zierfeld ausgegeben: Lithografien aus dem „Buchenwald-Zyklus“ von Fritz Cremer - „Mißbraucht und geschunden, wozu?“ | 20   | 22. Juni              | 4.000.000   | Dietrich Dorfstecher                  | 1680    |
|              | - „Jedem das Seine“ | 25   | 22. Juni              | 4.000.000   | Dietrich Dorfstecher                  | 1681    |
|              | Grünes Gewölbe, Dresden: Kunstwerke - Kirschkern mit 180 Köpfen, um 1590 | 5    | 22. Juni              | 12.600.000  | Gerhard Voigt                         | 1682    |
|              | - Goldenes Vlies, um 1730 | 10   | 22. Juni              | 14.700.000  | Gerhard Voigt                         | 1683    |
|              | - Prunkkanne aus Nürnberg, um 1530 | 15   | 22. Juni              | 10.800.000  | Gerhard Voigt                         | 1684    |
|              | - Mohr als Kesselpauker, um 1720 | 20   | 22. Juni              | 9.300.000   | Gerhard Voigt                         | 1685    |
|              | - Schreibzeugkästchen, 1562 | 25   | 22. Juni              | 1.800.000   | Gerhard Voigt                         | 1686    |
|              | - Anhänger St. Georg, um 1570 | 30   | 22. Juni              | 4.500.000   | Gerhard Voigt                         | 1687    |
|              | 50. Jahrestag der Mongolischen Volksrevolution Staatswappen der Mongolei | 20   | 6. Juli               | 8.000.000   | Manfred Gottschall                    | 1688    |
|              | 25 Jahre Kinderhilfsfonds der Vereinten Nationen (UNICEF) Kindergesicht, Emblem der UNICEF | 20   | 13. Juli              | 13.200.000  | Manfred Gottschall                    | 1690    |
|              | 10 Jahre Berliner Mauer (Michel-Katalog der BRD) 10 Jahre Antifaschistischer Schutzwall (LIPSIA-Katalog der DDR) - Soldat der NVA, Angehöriger der Kampfgruppen, Brandenburger Tor                                                                                      | 20   | 12. August            | 6.000.000   | Klaus Bernsdorf                       | 1691    |
|              | - Brandenburger Tor, Neubauten | 35   | 12. August            | 4.000.000   | Klaus Bernsdorf                       | 1692    |
|              | Schiffbau - Seefahrgastschiff „Iwan Franko“ (21.000 PS) | 10   | 24. August            | 11.000.000  | Jochen Bertholdt                      | 1693    |
|              | - Frachtmotorschiff Typ 17 (12 500 BRT) | 15   | 24. August            | 5.500.000   | Jochen Bertholdt                      | 1694    |
|              | - Frachtmotorschiff „Rostock“ Typ XD (10.130 BRT) | 20   | 24. August            | 11.500.000  | Jochen Bertholdt                      | 1695    |
|              | - Transport- und Verarbeitungsschiff „Junge Welt“ | 25   | 24. August            | 1.800.000   | Jochen Bertholdt                      | 1696    |
|              | - Teilcontainer-Frachtmotorschiff (Typ 451) | 40   | 24. August            | 4.000.000   | Jochen Bertholdt                      | 1697    |
|              | - Expeditionsschiff „Akademik Kurtschatow“ | 50   | 24. August            | 3.000.000   | Jochen Bertholdt                      | 1698    |
|              | Unbesiegbares Vietnam (V) Bewaffnete Vietnamesin mit Kind, Reisbauer vor aufgehender Sonne | 10+5 | 2. September          | 7.000.000   | Joachim Rieß                          | 1699    |
|              | Leipziger Herbstmesse - Butadien-Gewinnungsanlage des VEB Maschinen und Apparatebau Grimma (MAG) | 10   | 2. September          | 10.000.000  | Joachim Rieß                          | 1700    |
|              | - Reformierungsanlage SKL | 25   | 2. September          | 5.500.000   | Joachim Rieß                          | 1701    |
|              | Internationales Jahr gegen Rassismus „Gestreckte Arme“: Fotomontage von John Heartfield | 35   | 23. September         | 7.000.000   | Joachim Rieß                          | 1702    |
|              | Tag der Philatelisten - Moderner Postaustausch auf einem Flugplatz | 10+5 | 5. Oktober            | 4.500.000   | Joachim Rieß                          | 1703    |
|              | - Postmeilensäulen (18. Jh.), Messwagen von Zürner | 25   | 5. Oktober            | 1.800.000   | Joachim Rieß                          | 1704    |
|              | Internationale Mahn- und Gedenkstätten Mahnmal Wiltz, Luxemburg Nationaalt Streikmonument | 25   | 5. Oktober            | 4.000.000   | Hans Detlefsen                        | 1705    |
|              | Einweihung des Karl-Marx-Monuments, Karl-Marx-Stadt Karl-Marx-Monument von Lew Kerbel | 35   | 5. Oktober            | 6.000.000   | Manfred Gottschall                    | 1706    |
|              | Berühmte Persönlichkeiten (VI) Rudolf Virchow (1821–1902), Pathologe, Medizinhistoriker, Politiker | 40   | 13. Oktober           | 5.500.000   | Gerhard Stauf                         | 1707    |
|              | Musikinstrumenten-Museum Markneukirchen: Musikinstrumente der Völker - Darbuka (Handpauke), Nordafrika | 10   | 26. Oktober           | 16.000.000  | Dietrich Dorfstecher                  | 1708    |
|              | - Mongolische Morin-chuur (Pferdegeige) | 15   | 26. Oktober           | 7.000.000   | Dietrich Dorfstecher                  | 1709    |
|              | - Violine von Johann Adam Lorenz, Markneukirchen | 20   | 26. Oktober           | 12.000.000  | Dietrich Dorfstecher                  | 1710    |
|              | - Mandolone (Baßmandoline), Italien | 25   | 26. Oktober           | 5.000.000   | Dietrich Dorfstecher                  | 1711    |
|              | - Dudelsack, Böhmen | 40   | 26. Oktober           | 4.000.000   | Dietrich Dorfstecher                  | 1712    |
|              | - Kasso (Harfen-Lauteninstrument), Sudan | 50   | 26. Oktober           | 2.000.000   | Dietrich Dorfstecher                  | 1713    |
|              | 125 Jahre Carl Zeiss Jena Die folgenden drei Marken wurden als Zusammendruck ausgegeben: - Geodätisches Gerät „Dahlta 010 A“ aus der Theodolit-Typenreihe GEOmat | 10   | 9. November           | 4.000.000   | Detlef Uttikal                        | 1714    |
|              | - Mikroskop „Ergaval“ aus der „Mikroval“-Reihe | 20   | 9. November           | 4.000.000   | Detlef Uttikal                        | 1715    |
|              | - Raumflugplanetarium | 25   | 9. November           | 4.000.000   | Detlef Uttikal                        | 1716    |
|              | Märchen (VI): Die Bremer Stadtmusikanten Diese und die folgenden fünf Marken wurden zusammen als Kleinbogen ausgegeben: Märchen der Gebrüder Grimm - Szene aus dem Märchen                                                                                              | 5    | 23. November          | 2.000.000   | Erika Bläser und Gerhard Bläser       | 1717    |
|              | - Szene aus dem Märchen | 10   | 23. November          | 2.000.000   | Erika Bläser und Gerhard Bläser       | 1718    |
|              | - Szene aus dem Märchen | 15   | 23. November          | 2.000.000   | Erika Bläser und Gerhard Bläser       | 1719    |
|              | - Szene aus dem Märchen | 20   | 23. November          | 2.000.000   | Erika Bläser und Gerhard Bläser       | 1720    |
|              | - Szene aus dem Märchen | 25   | 23. November          | 2.000.000   | Erika Bläser und Gerhard Bläser       | 1721    |
|              | - Szene aus dem Märchen | 30   | 23. November          | 2.000.000   | Erika Bläser und Gerhard Bläser       | 1722    |
|              | Sorbische Mädchen-Tanztrachten (II) Die folgenden zwei Marken als Zusammendruck stammen aus einem Markenheft: - Schleifer Tracht | 10   | 23. November          | 60.000.000  | Hanna Leitner und Fritz Deutschendorf | 1723    |
|              | - Hoyerswerdaer Tracht | 20   | 23. November          | 20.000.000  | Hanna Leitner und Fritz Deutschendorf | 1724    |
|              | Olympische Winterspiele 1972, Sapporo - Rennrodeln (Doppelsitzer) | 5    | 7. Dezember           | 7.000.000   | Manfred Gottschall                    | 1725    |
|              | - Eiskunstlaufen (Paare) | 10+5 | 7. Dezember           | 5.000.000   | Manfred Gottschall                    | 1726    |
|              | - Eisschnelllauf | 15+5 | 7. Dezember           | 3.500.000   | Manfred Gottschall                    | 1727    |
|              | - Skilanglauf | 20   | 7. Dezember           | 10.000.000  | Manfred Gottschall                    | 1728    |
|              | - Biathlon | 25   | 7. Dezember           | 1.800.000   | Manfred Gottschall                    | 1729    |
|              | - Skispringen | 70   | 7. Dezember           | 3.500.000   | Manfred Gottschall                    | 1730    |
| Dauermarken  | |      |                       |             |                                       |         |
| Bild         | Beschreibung | Wert | Ausgabe- datum (1971) | Auflage     | Entwurf                               | Mi.-Nr. |
|              | Staatsratsvorsitzender Walter Ulbricht Kleinformat (VI) | 35   | 8. Juli               | 104.500.000 | VEB Deutsche Wertpapierdruckerei      | 1689    |

### Kleinbogen und Zusammendrucke
keine